# 新地球 (歌曲)
《新地球》是新加坡歌手林俊杰第11张录音室专辑《新地球》的首波同名主打歌，由林秋离作词，林俊杰作曲，于2014年12月2日發行。

## 背景及发行
〈新地球〉这首歌的创作背景源自全球各地发生的不幸事件和动荡局势。马航事件、战乱，以及台湾社会事件等造成人心惶恐不安，整个世界似乎笼罩在一片黑暗之中。在这样的氛围下，林俊杰受到触动，产生了写一首“抚慰人心”歌曲的念头，希望通过音乐传递爱与希望，为人们带来力量和正面态度。
该曲的英文名稱与赫胥黎的反乌托邦小说《美丽新世界》(Brave New World) 同名。歌词以反乌托邦体裁，描绘貌似美好高度发达的新世界，实际上失去人性、缺乏真正自由，受限于消费模式。外表美丽，却失去灵魂与温暖。
2014年12月1日，该曲于各大电台首播；12月2日，作为专辑首波主打上架各大数位平台；12月27日，随专辑正式发行。

## 音樂錄影帶
2014年12月10日，林俊杰在華山劇場举办《新地球》MV首映会，于现场首播《新地球》MV。在MV中分为“新世界”和“旧世界”，“新世界”中没有饥饿、贫穷和战争，充斥着高科技和无忧无虑的生活，而“旧世界”则是食不果腹、战乱不安的地方。林俊杰误打误撞进入“新世界”，却发现女主角陷入物质世界无法自拔。最终，林俊杰看清了“新世界”的冷漠和疏远，找回了“旧世界”的单纯和美好。
该MV以重金特邀特效團隊Hi-Organic制作，耗資百萬新台币，耗時3個月打造未來科幻世界，被譽為台灣科幻MV最具突破性之作。

## 現場演出
2014年12月31日，林俊杰在「2015台北最High新年城跨年晚会」压轴登场，带来了《新地球》首秀表演。
2015年2月14日、15日，林俊杰时线：新地球世界巡回演唱会从台北出发，历时近308天举办17场，《新地球》作为固定曲目，在每场皆有表演。

## 獎項
| 年份 | 單位                  | 獎項         | 入圍者／作品 | 結果 | 來源  |
| ---- | --------------------- | ------------ | ------------ | ---- | ----- |
| 2015 | 第5届全球流行音樂金榜 | 年度20大金曲 | 《新地球》   | 獲獎 | [ 7 ] |

## 榜单成绩
| 榜單 (2015)                 | 最高排名 |
| --------------------------- | -------- |
| KKBOX華語單曲週榜（新加坡） | 4        |
| 全球流行音乐金榜            | 1        |
| 城市至尊音乐榜              | 1        |
| 东南劲爆音乐榜              | 1        |
| 榜單 (2014)                 | 最高排名 |
| QQ音乐巅峰榜·港台           | 1        |
| 全球中文音樂榜上榜          | 1        |

| 榜單 (2015)           | 排名 |
| --------------------- | ---- |
| Hit Fm年度百首單曲    | 60   |
| 醉心龙虎榜年度顶尖100 | 24   |

## 幕后
以下资料整理自网易云音乐歌曲页面 （页面存档备份，存于）。
- 配唱编写－许环良
- 作词－林秋离
- 作曲－林俊杰
- 编曲－林俊杰
- 制作人－林俊杰
- 配唱编写－林俊杰
- 制作协力－周信廷
- 钢琴－林俊杰
- 鼓－Brendan Buckley
- 和声编写－林俊杰
- 和声－林俊杰
- 录音室－The JFJ Lab（台北）、Layer Cake Studio（洛杉矶）
- 录音师－林俊杰、周信廷、Brendan Buckley
- 混音室－mixHaus (Encino, CA)
- 混音师－Richard Furch